# Platon Kulbusch

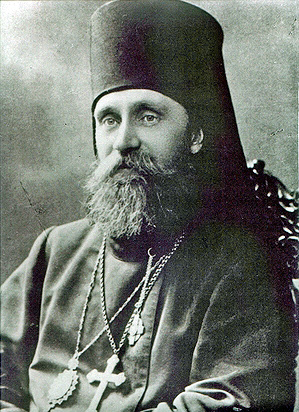
Paul Kulbusch

Platon Kulbusch (bürgerlicher Name: Paul Kulbusch, russisch Павел Петрович Кульбуш; * 25. Juli 1869 in Pootsi, heute Stadtgemeinde Pärnu, Estland; † 14. Januar 1919 in Tartu) war russisch-orthodoxer Bischof von Riga und Bischofsvikar von Tallinn. Platon wurde 1919 von den Bolschewiki ermordet und 2000 heiliggesprochen.

## Familie
Platon wurde als Paul Kulbusch im russischen Gouvernement Livland geboren. Sein Vater Peeter Kulbusch war Küster einer russisch-orthodoxen Kirche. Die Familie war erst Mitte des 19. Jahrhunderts vom lutherischen zum orthodoxen Glauben übergetreten.

## Ausbildung
Paul Kulbusch besuchte zunächst die orthodoxe Kirchspiel-Schule in Arusaare und anschließend von 1880 bis 1890 die Geistlichenschule und das Geistliche Seminar in Riga. 1894 schloss er in Sankt Petersburg die Geistliche Akademie ab. Danach war von 1894 bis 1917 an der etwa 5.000 Gläubige zählenden estnischen orthodoxen Gemeinde in Sankt Petersburg (mit Umland) tätig. In seine Zeit fällt der Bau einer eigenen Kirche sowie eines Gemeindehauses.

## Bischof
1917 wurde Platon als erster Este zum Bischof von Riga und Vikar von Tallinn gewählt und am 31. Dezember 1917 in Tallinn zum Bischof geweiht. Durch die Oktoberrevolution im November 1917 in Russland und den Einmarsch deutscher Truppen in Tallinn am 25. Februar 1918 wurde seine Arbeit in Estland erheblich behindert. Besonders Platons Eintreten für einen unabhängigen estnischen Staat und seine Unterstützung der Provisorischen Regierung Estlands waren den antiklerikalen Bolschewiki seit ihrer Invasions Estlands im November 1918 ein Dorn im Auge. Am 29. Dezember 1918 verboten sie sogar die Abhaltung von Gottesdiensten in Estland.

## Martyrium
Am 2. Januar 1919 wurde Platon in Tartu von der Roten Armee und der kommunistischen Regierung von Jaan Anvelt verhaftet. Trotz Folter weigerten sich der Bischof und weitere Geistliche, die vorgefertigten Verhörprotokolle zu unterzeichnen. Am 14. Januar 1919 erschossen daraufhin die Bolschewiki Bischof Platon und zwei weitere Priester, Michael Bleive und Nikolai Beschanizki, wegen „konterrevolutionärer Umtriebe“. Am selben Tag wurden in Tartu die beiden lutherischen Pastoren Traugott Hahn und Moritz Wilhelm Paul Schwartz sowie weitere vierzehn Personen hingerichtet.
Nach der Eroberung Tartus durch bürgerliche Truppen wenige Tage später wurde Platon in Tartu beigesetzt. Seine sterblichen Überreste wurden später nach Tallinn überführt, wo Platon mit staatlichen estnischen Ehren beerdigt wurde.

## Heiligsprechung
Am 18. August 2000 wurde Bischof Platon von der russisch-orthodoxen Kirche und am 15. September 2000 vom Ökumenischen Patriarchat in Konstantinopel heiliggesprochen. Sein Gedenktag ist der 1. Januar im Julianischen Kalender beziehungsweise der 14. Januar im Orthodoxen Kalender, der gegenwärtig mit dem Gregorianischen Kalender parallel läuft.

## Ehrungen
Seit 1922 verleiht die Estnische Apostolische Orthodoxe Kirche den Orden des Heiligen Bischof Platon (estnisch Püha Piiskop Platoni orden) für besondere Verdienste.
Im August 1931 wurde in Tallinn eine vom estnischen Bildhauer Amandus Adamson geschaffene Büste für Bischof Platon eingeweiht.
Das 2002 errichtete Seminar der Estnischen Apostolischen Orthodoxen Kirche ist nach Platon benannt.